# Mignon Dunn

Mignon Dunn

Mignon Dunn (* 17. Juni 1928 in Memphis/Tennessee) ist eine US-amerikanische Opernsängerin (Mezzosopran) und Gesangspädagogin.
Dunn studierte Gesang bei Karen Branzell und Beverley Peck Johnson. Sie debütierte 1955 mit dem Experimental Opera Theatre of America / New Orleans Opera Association und im Folgejahr in Troilus und Cressida an der New York City Opera. 1958 trat sie erstmals an der Metropolitan Opera auf, wo sie in 35 Jahren an mehr als 650 Aufführungen teilnahm. Ihre wichtigste Rolle, die Titelpartie in Georges Bizets Carmen, sang sie in ihrer Laufbahn mehr als vierhundertmal in vier verschiedenen Sprachen.
Zu den Opernhäusern, an denen sie gastierte, zählen die Mailänder Scala, die Wiener Staatsoper, das Royal Opera House und die Covent Garden Opera in London, die Pariser Oper, das Bolschoi-Theater, das Teatr Wielki in Warschau, die Hamburger Staatsoper, die Deutsche Oper Berlin, das Teatro Colón in Buenos Aires, die Nationaloper Chile, die Opéra de Montréal, die Chicago Lyric Opera, die San Francisco Opera, die Santa Fe Opera, und das Opera Theater of Detroit.
Zu ihrem Repertoire zählen neben dramatischen Rollen der italienischen Oper (Amneris in Aida, Azucena in Il trovatore, Eboli in Don Carlo, Laura und La Cieca in La Gioconda, Santuzza in Cavalleria rusticana), Partien aus französischen Opern (Dalila in Samson et Dalila, Giulietta in Les contes d’Hoffmann, Dulcinée in Don Quichotte) und deutschen Opern (verschiedene Rollen in Der Ring des Nibelungen, Ortrud in Lohengrin, Kundry in Parsifal, Venus in Tannhäuser, Klytämnestra in Elektra, Herodias in Salome, Amme in Die Frau ohne Schatten).
Sie wirkte auch an mehreren Opern-Uraufführungen statt, so von Carlisle Floyds Susannah (1956), Robert Wards The Lady from Colorado (1964) und Robert Di Domenicos The Balcony. Ab 1990 unterrichtete sie an der University of Illinois, weitere Lehrtätigkeiten übernahm sie u. a. am International Vocal Arts Institute, der University of Texas at Austin, der Northwestern University, am Brooklyn College und der Manhattan School of Music. Sie war mit dem Dirigenten Kurt Klippstatter (1934–2000) verheiratet.